# 1515

## Починали
- 1 януари – Луи XII, крал на Франция
- 11 февруари – Георги Софийски Нови, български светец
- 16 декември – Афонсу де Албукерке, португалски адмирал